# Тодтмос
Тодтмос (нім. Todtmoos) — громада в Німеччині, знаходиться в землі Баден-Вюртемберг. Підпорядковується адміністративному округу Фрайбург. Входить до складу району Вальдсгут.
Площа — 28,09 км2. Населення становить 1953 ос. (станом на 31 грудня 2020).